# ابی اگابو
ابی اگابو (به انگلیسی: Abbey of Aghaboe) در ایرلند است که در لینستر واقع شده‌است.

## نگارخانه

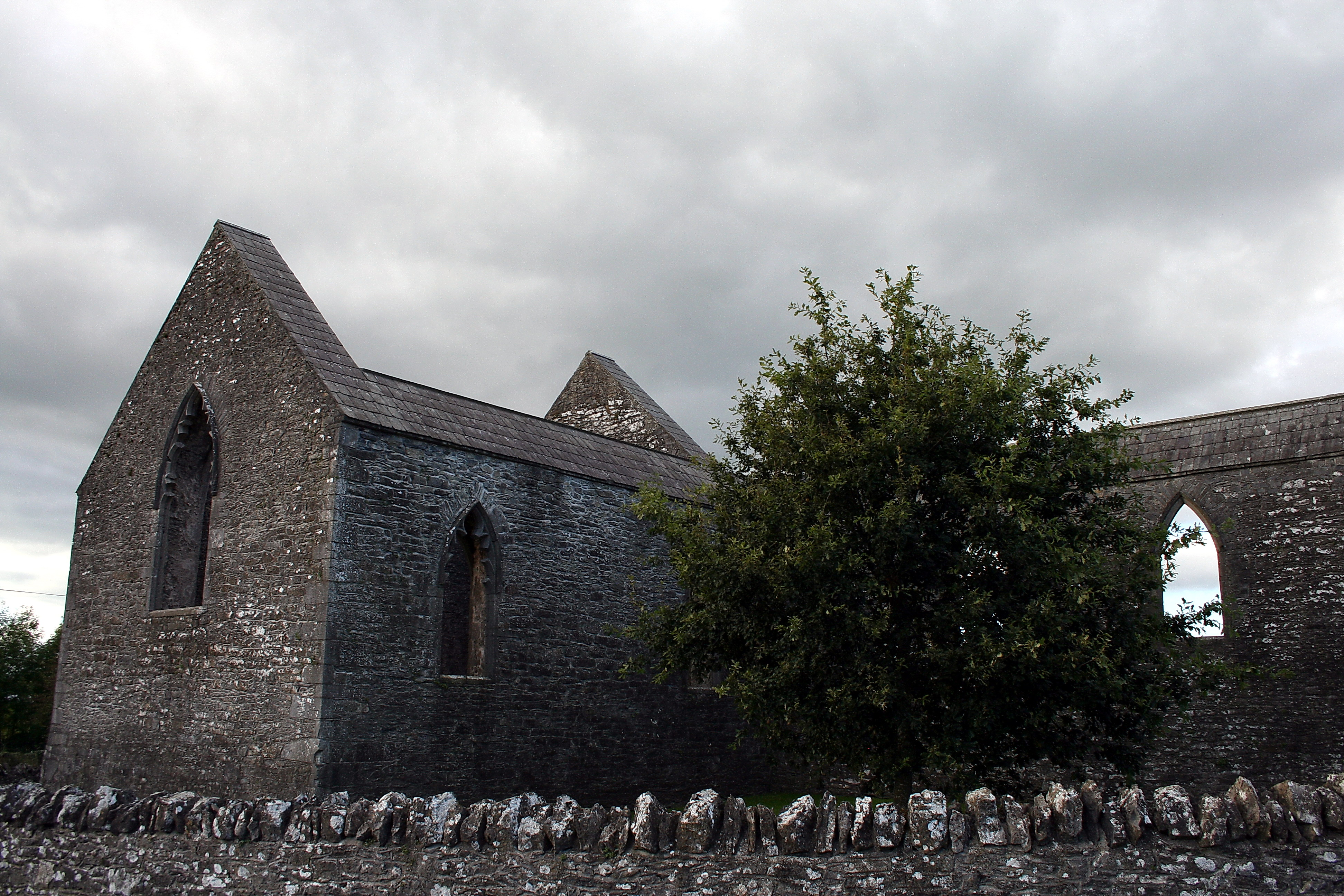
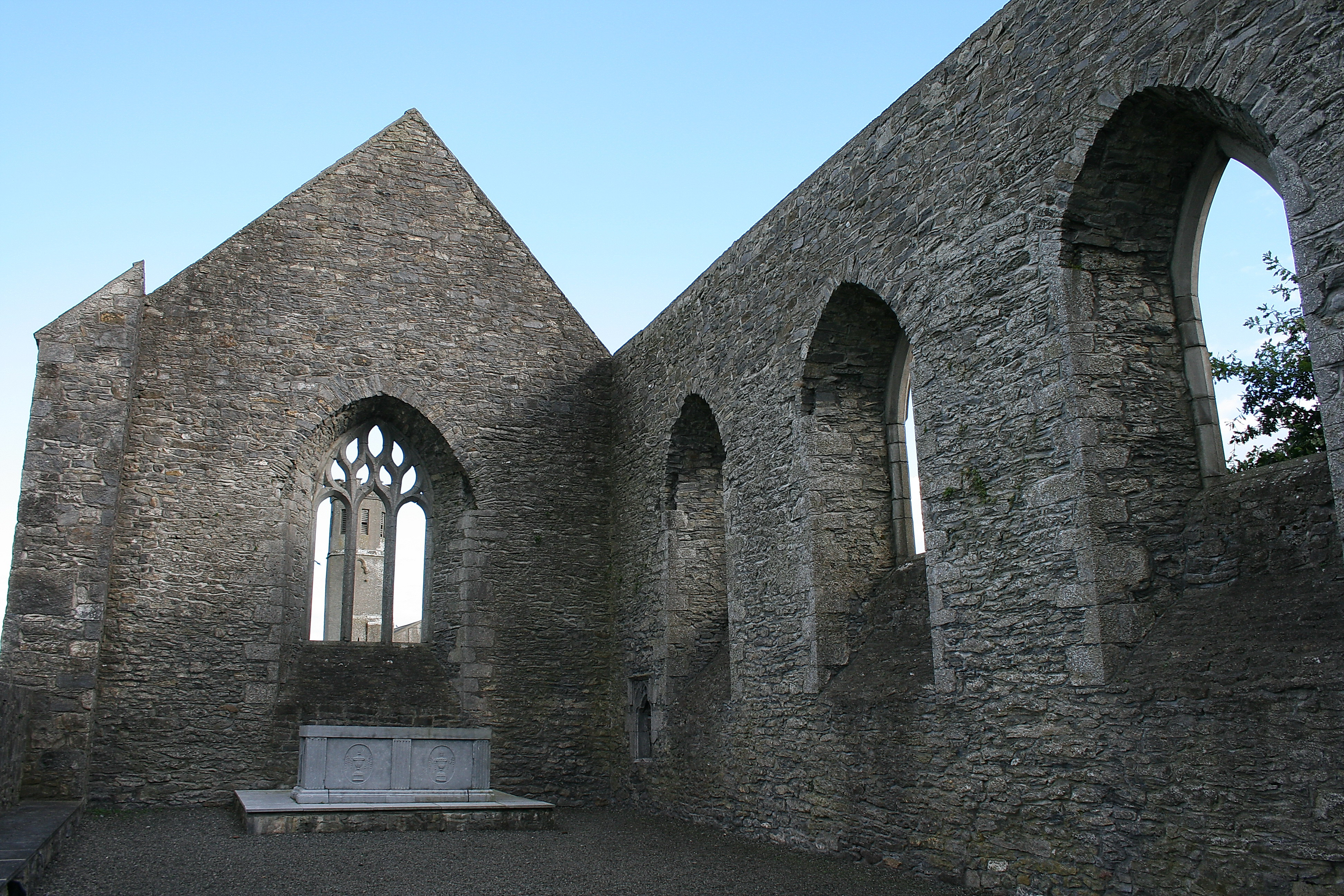
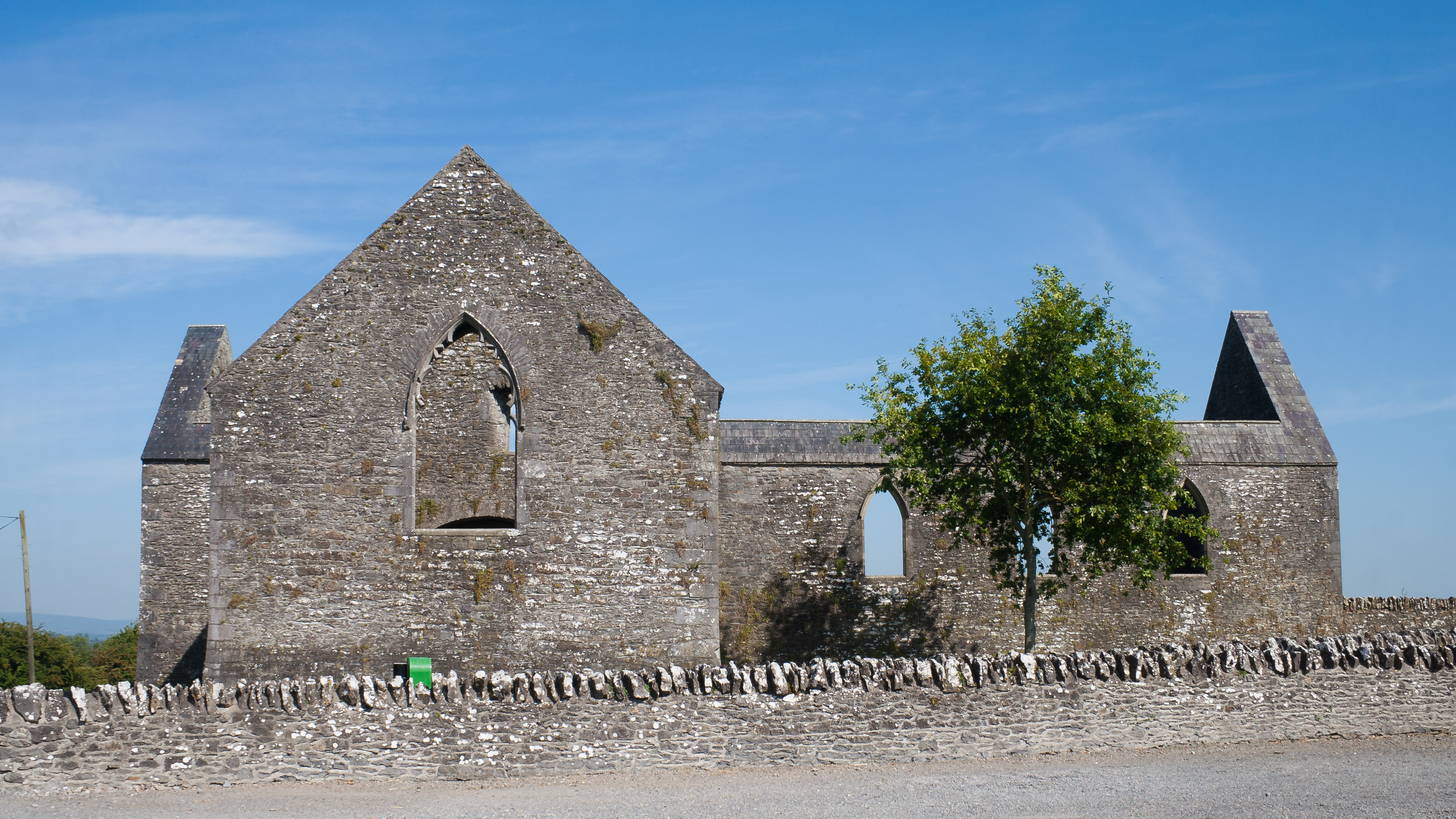
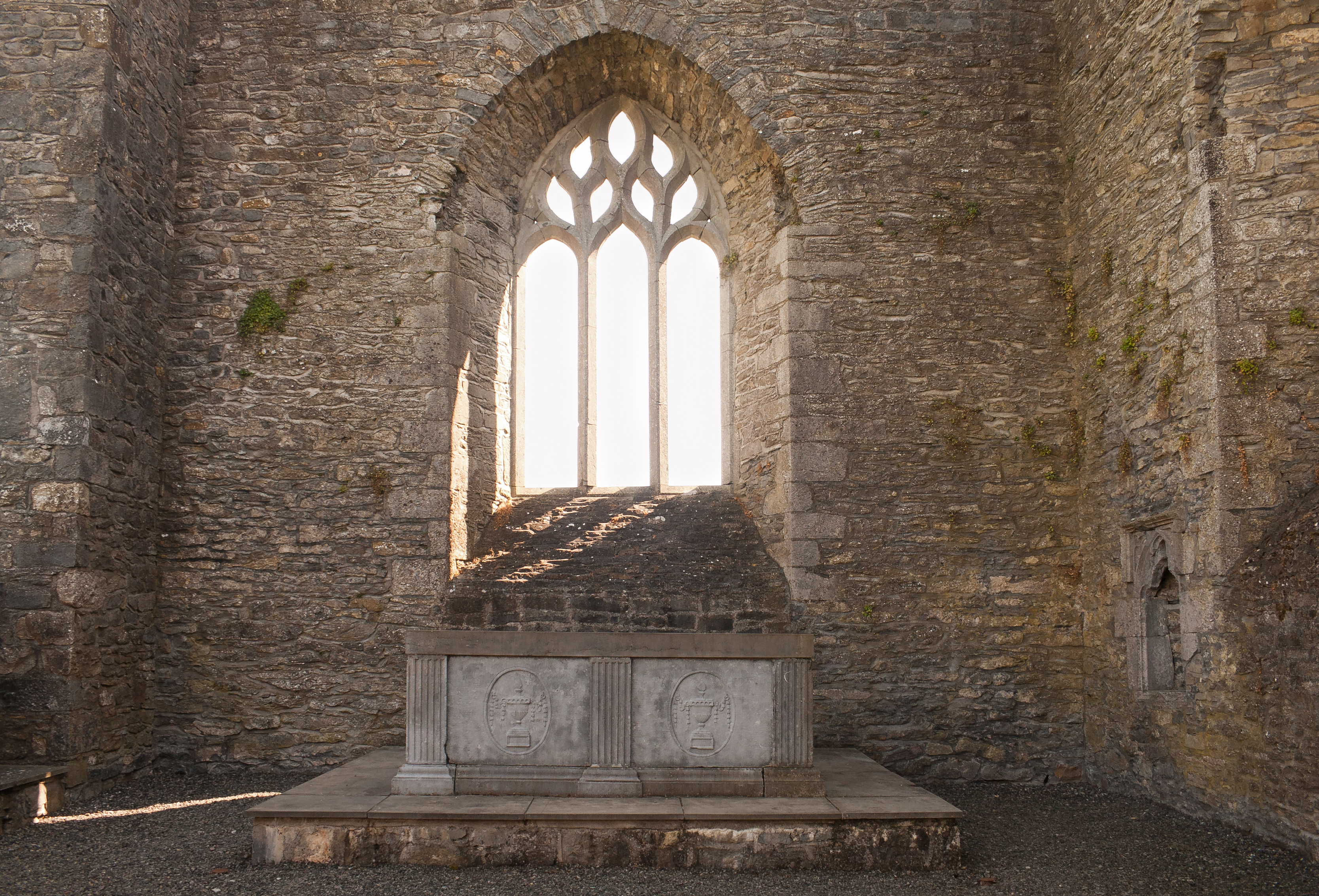
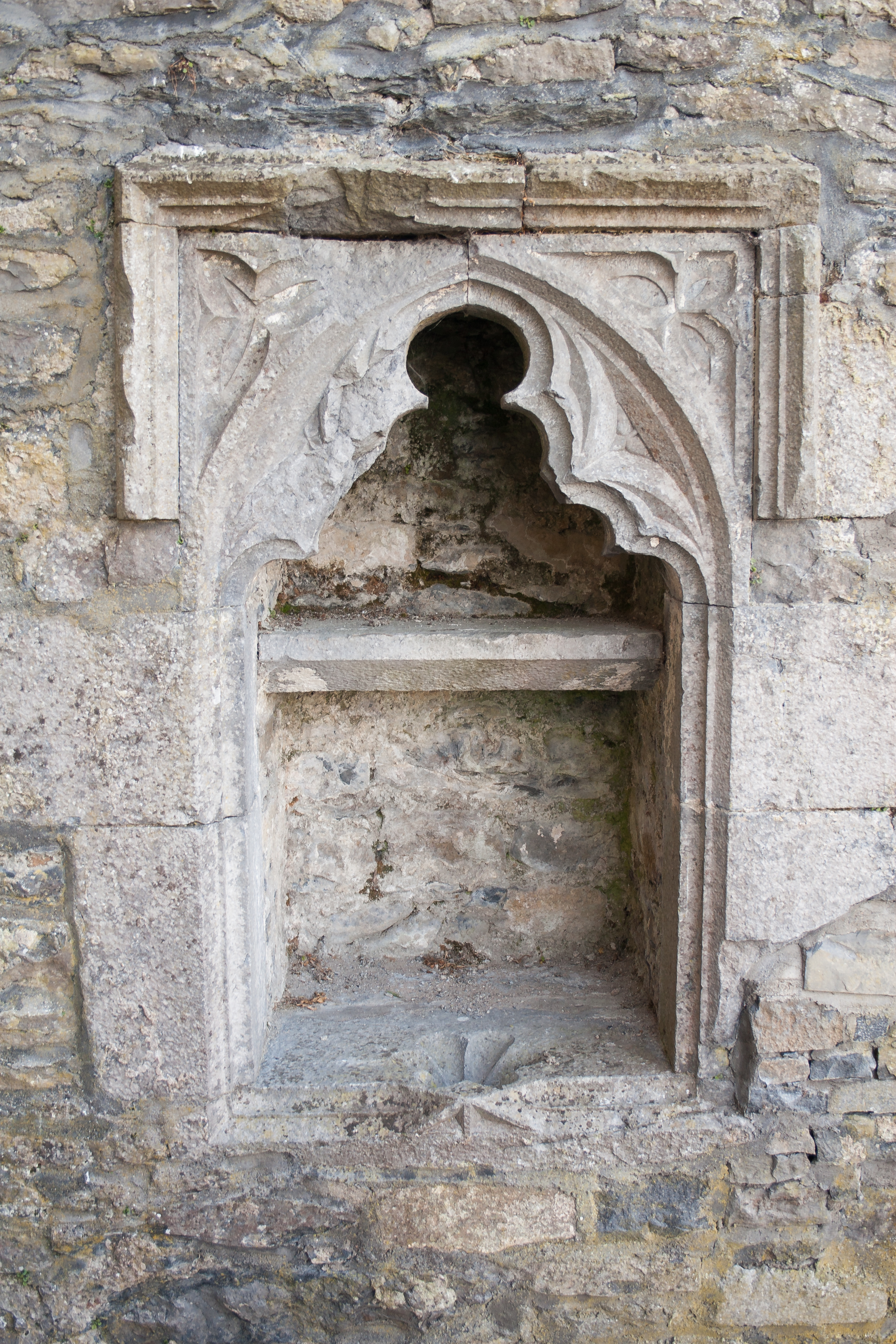
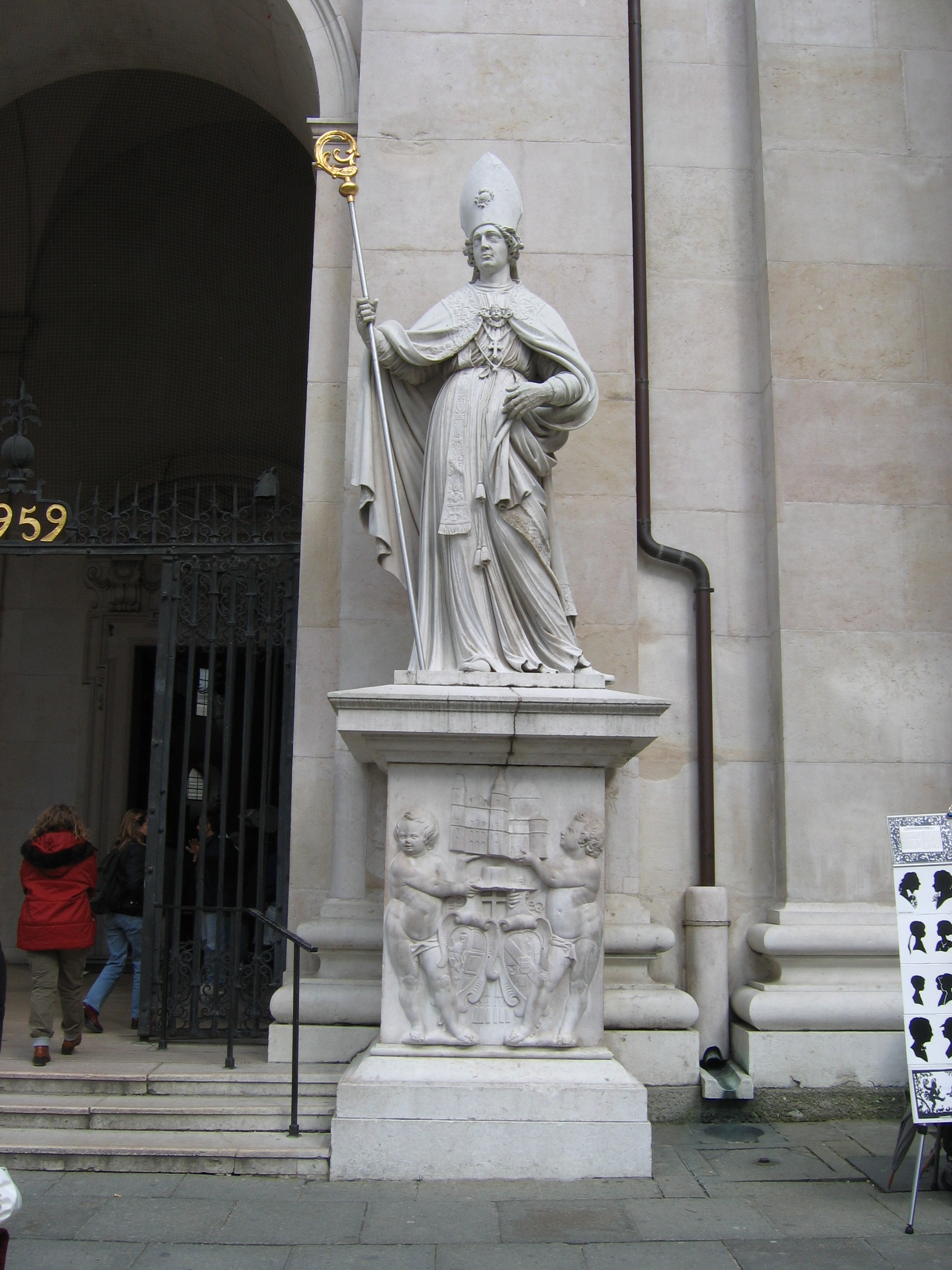